# Andromacha
Andromacha (gr. Ἀνδρομάχη Andromáchē „mężna w boju”) – w mitologii greckiej córka Eetiona, króla Tebe w Cylicji, żona Hektora. Miała z nim syna Astyanaksa. Po upadku Troi stała się niewolnicą syna Achillesa – Neoptolemosa. Urodziła mu trzech synów: Pergamosa, Pielosa i Molossosa. Wzbudziło to zazdrość żony Neoptolemosa, Hermiony, która zgładziła Molossosa i pozbyła się Andromachy. Historia ta stała się tematem tragedii Eurypidesa Andromacha.